# Saint-Martin-sous-Montaigu
 Saint Martin-sous-Montaigu  es una población y comuna francesa, en la región de Borgoña, departamento de Saona y Loira, en el distrito de Chalon-sur-Saône y cantón de Givry.

## Demografía
| 225 | 230 | 287 | 372 | 403 | 373 |
| Para los censos de 1962 a 1999 la población legal corresponde a la población sin duplicidades (Fuente: INSEE [Consultar]) |     |     |     |     |     |